# Historia y desarrollo de las tecnologías de la información y la comunicación
Las tecnologías de la información y la comunicación o TIC se refieren a todos los recursos, herramientas y programas que se utilizan para procesar, administrar y compartir información. Estas herramientas, interfieren y median en los procesos de información y comunicación entre las personas, pueden ser entendidas como un conjunto de recursos tecnológicos integrados entre sí, que proporcionan facilidades, por medio de hardware, software, y telecomunicaciones, la semi-automatización y comunicación de procesos relativos a negocios, investigación científica, enseñanza, aprendizaje, cuestiones de la vida diaria, etc.
Las TIC son utilizadas de diversas maneras y en variados campos de actividad, destacándose las industrias (procesos de automatización y de automación), los comercios (gerenciamiento, publicidad, contabilidad), las inversiones (modelos de simulación, transmisión de informaciones en forma rápida para la más oportuna toma de decisiones), las instituciones educativas (sistemas de enseñanza/aprendizaje, educación a distancia, sistemas tutoriales), etc.
Y bien puede decirse que el principal responsable del crecimiento y potenciación de las TICs en los diversos campos, ha sido el desarrollo y la popularización de Internet.

## Historia y desarrollo de las TICs (enfoque sociológico)
La comunicación es una necesidad y algo que está presente en la vida del ser humano desde los tiempos más remotos. Intercambiar informaciones y proyectos, registrar datos, expresar ideas y emociones, son factores que han contribuido e influenciado en las distintas formas de comunicarse. Así, con el paso del tiempo, las personas fueron perfeccionando su capacidad de relacionarse y de cooperar entre sí. 
En este sentido, conforme nuevas necesidades fueron surgiendo, los grupos humanos fueron perfeccionando sus respectivas capacidades racionales para desenvolverse y utilizar nuevos procedimientos y mecanismos al servicio de la comunicación. Se entiende tecnología, todo aquello que permite evolucionar, mejorar, y/o simplificar, en suma, todo proceso o método o procedimiento de perfeccionamiento.
La humanidad sin duda ya ha pasado por diversas fases tecnológicas, y es un error asociar este fenómeno únicamente a la denominada última generación, ámbito sí de lo que podríamos llamar tecnología de punta.
Los desarrollos tecnológicos más interesantes en relación a información y comunicación, han surgido en la era moderna, facilitando la educación a través de la inclusión digital con la inserción de computadoras en las escuelas, facilitando el perfeccionamiento y uso de la tecnología por parte de los alumnos de todos los niveles, haciendo común y corriente la búsqueda de informaciones y la realización de múltiples tareas de utilidad en todas las dimensiones de la vida humana, capacitando a profesores y maestros de todos los niveles a través de la creación de redes y comunidades virtuales.
En relación a este enfoque, sin duda «los computadores son los grandes responsables de este proceso. Los sistemas de información en las empresas no pueden ser introducidos así como así, sino que requieren estudios a nivel del abordaje gerencial y estratégico, junto al análisis de impacto por la disponibilidad de informaciones de mejor calidad y mayor implicación.» (Kroenke, 1992, y Laundon, 1999)
Existe una tendencia cada vez más acentuada, en relación a la adopción de las tecnologías de información y comunicación no solamente en las instituciones educativas, sino también y preferentemente en empresas de diversas áreas, particularmente luego de la diseminación de equipos digitales de pequeño porte y costo en el cotidiano contemporáneo. Hay una variedad muy grande de informaciones para las que el tratamiento digital ofrece con ventajas : imágenes ; sonidos ; movimientos ; representaciones manipulables de datos y sistemas (simulaciones), todo esto integrado e inmediatamente disponible, lo que ofrece un nuevo marco de fuentes de contenidos.
La comunicación es también la responsable de muchos grandes avances, en épocas recientes y en épocas antiguas históricas y prehistóricas. Debido al intercambio de mensajes y por consecuencia de experiencias, grandes descubrimientos han sido hechos. La propia historia humana, sin los dibujos de las cavernas, sin los jeroglíficos egipcios y sin el enorme acervo de información que nos fue legado a través de la escritura, no produciría la emoción sentida hoy día al observar el gran avance de estos medios. Todos los ejemplos citados antes, en definitiva, son formas de dejar mensajes, o sea, transmitir hacia el futuro una información, una experiencia, un hecho, o un descubrimiento. La comunicación es un fenómeno complejo, pues existen diversas formas de comunicación. El objetivo retenido en este escrito, es mostrar la importancia que tienen el intercambio de mensajes y de informaciones, así como el relacionamiento humano en general, en cuanto a la evolución de nuevos conceptos y nuevas ideas, como por ejemplo el trabajo colaborativo (trabajo en equipo), la gestión del conocimiento, la enseñanza a distancia (e-learning), todo lo que promueve una mayor democracia en las colectividades humanas al otorgar a todos posibilidades en forma más equitativa.
En un ambiente corporativo, donde un grupo de personas se maneja con objetivos comunes, la necesidad de comunicarse aumenta considerablemente. En una corporación, existen barreras culturales, sociales, tecnológicas, geográficas, temporales, entre otras, que dificultan la intercomunicación personal, y por lo tanto, uno de los desafíos a vencer será superar esas barreras.
Actualmente, los sistemas de información y las redes de computadoras desempeñan un rol importante en la comunicación corporativa, ya que a través de esas herramientas y de esos mecanismos, se pueden llegar a superar las barreras antes señaladas. Según Pierre Lévy (1999), nuevas maneras de pensar y de convivir están siendo elaboradas y desarrolladas en el ámbito de las telecomunicaciones y de la informática. Las relaciones entre las personas, el trabajo, incluso la propia inteligencia individual o colectiva, dependen en verdad, del desarrollo y cambio incesantes de los dispositivos digitales de uso masivo de todo tipo. Tanto la escritura, como la lectura, las ilustraciones, los registros y reproducciones de audio, la creación, y también el propio aprendizaje, son asaltados y transformados en relativamente poco tiempo por una informática y una tecnología cada vez más avanzadas.
La tecnología de la información y las comunicaciones tuvo una gigantesca y rápida evolución, y dada la actual tendencia que se esboza, innovaciones y facilidades muy interesantes continuarán surgiendo. Internet y, en consecuencia, el correo electrónico y todo tipo de aplicaciones online, continuarán presentando y ofreciendo avances significativos, y servirán de base para el desarrollo de nuevos y prometedores sistemas.
En nuestros días, podríamos citar varias tecnologías que de una u otra forma viabilizan la comunicación, con mayor independencia de la geografía y del tiempo. Dentro de este escenario, resaltamos un interesante señalamiento formulado en 1999 por Pierre Lévy :

«La mayor parte de los programas computacionales desempeñan cierto rol en el área intelectual, o sea, de una forma o de otra reorganizan la visión del mundo de los usuarios, y modifican sus reflejos mentales. Las redes informáticas modifican los circuitos de comunicación y de decisión en las organizaciones, y en la medida que la informatización avanza, ciertas funciones son eliminadas, surgen nuevas habilidades, y la ecología cognitiva se transforma. Y esto equivale a decir que ingenieros de conocimiento y promotores de las herramientas sociotécnicas, serán tan necesarios como los especialistas en máquinas (en hardware).» [Lévy-1999] (pág. 36)

Actualmente, estudios sistemáticos de las tendencias económicas y laborales observadas en esta transición de siglo y de milenio que tantas novedades nos está aportando, muestran un fuerte desarrollo de la producción de bienes durables y de maquinarias, así como del trabajo mecánico y en serie, así como la creciente importancia de la logística y de los factores competitivos para subir mas fácil de rango
En esta nueva economía, las capacidades de innovación, de diferenciación, de creación de valor agregado, y de adaptación a los cambios, en buena medida son determinadas por la forma como integramos los nuevos conocimientos en las cadenas y redes productivas, así como la adaptación demostrada por empresas, organizaciones, instituciones estatales, y trabajadores, para constantemente adaptarse a nuevas condiciones.